# Руска държава (1918 – 1920)
Руската държава е частично призната държава, образувана на територията на Сибир по време на Гражданската война.
Целта на основаната република е да свали от власт болшевишкото правителството на Ленин и да възстанови Русия в границите преди подписването на Брест-Литовския мирен договор.

## История
На 23 септември 1918 г. различни правителства от азиатската част на Русия като Временно сибирско правителство, Областно правителство на Урал, различни казашки военни управления и автономни области подписват акт за създаване на върховна власт на руските земи. Така се основава Временно всерусийско правителство (наречено още Уфимска директория), което е обявено за единственото легитимно управление на територията на страната. В акта за образуването на Руската държава са посочени 4 основни задачи за възстановяването на единството и независимостта на Русия:
1. Борба за освобождението на Русия от Съветска власт;
2. Възстановяване на иззетите от Русия територии;
3. Непризнаване на Брест-Литовския и всички други международни договори след Февруарската революция, които са сключвани от друга власт, освен Временното правителство и възстановяване на отношенията със страните от Антантата 
4. Продължаване на войната срещу Централните сили.
На 9 октомври 1918 г., поради настъпление на Червената армия към Уфа, правителството се премества в Омск. Омск става и столица на „бялото“ управление. На 4 ноември са разпуснати всички областни правителства и е сформиран министерски съвет начело с Пьотър Вологодски. Централизацията на властта се извършва с цел създаване на боева мощ, която да е в състояние да се бори с противниковите сили.
Междувременно членовете на Временно сибирско правителство се борят за надмощие с тези на социалистическото антиболшевишко правителство КОМУЧ. След загубата на Ижевск армията все повече се отделя от лявоцентристкото Всерусийско правителство. На 18 ноември са арестувани и отстранени от властта водачите на лявата фракция от правителството. Директорията решава, че е необходим единен водач, който да се справи с тежката ситуация. Така за „върховен управител“ е издигнат адмирал Александър Колчак.
В борбата с Червената армия Колчак получава подкрепата на Англия и Франция. Западните сили основно снабдяват с екипировка и въоръжение войската на адмирала. Французинът Морис Жанен става главнокомандващ на съюзническите войски, съставени от чехи, сърби, италианци, румънци и поляци. Със символични корпуси участват и Япония, и САЩ.
През януари 1919 г. Русия не участва на Версайската конференция, отбелязваща края на Голямата война. Макар Антантата да признава Руската държава, основен аргумент за нерешаването на „Руския въпрос“ е отсъствието на призната власт на територията на всички руски земи. Поради тази причина Великите сили решават да вземат окончателно решение след края на Гражданската война. По предложение на американския президент Удроу Уилсън и британския премиер Дейвид Лойд Джордж е организирана конференция на Принцовите острови, в която да участват представители на съветското правителство и бялата гвардия. Болшевиките откликват на предложението, но белите отказват.
След като управлението на страната преминава в ръцете на водач на Бялата гвардия, социалистите-революционери се отказват от борба с болшевиките и се настройват срещу Колчак. Фронтът е временно стабилизиран, към април 1919 г. Сибирската армия завзема териториите до река Волга, но впоследствие е отблъсната от „червените“. През юли армията е разделена на три основни, които обаче не успяват да завземат нови територии и са принудени да отстъпват. В края на годината фронтът рухва и последните остатъци от Сибирската армия се борят с болшевиките до април 1920 г. в Забайкалието.
В началото на 1920 г. Колчак се отказва от длъжността си и я предава на генерал Антон Деникин. Деникин обаче не встъпва в длъжност. До края на съществуването на Руската държава начело на войската е атаман Григорий Семьонов. Така най-силното белогвардейско управление остава Южното правителство на Пьотър Врангел в Крим.
Руската държава е призната официално само от Кралство на сърби, хървати и словенци, а де факто от страните-членки на Антантата.

## Държавна символика
На 19 ноември 1918 г. Министерският съвет обявява за химн на страната песента Коль Славен по стихове на Михаил Херасков и музика на Дмитрий Бортнянски. Коль славен е духовен химн на старата Руска империя. В началото на 1919 г. е обявен конкурс за нов държавен герб. На 9 май 1919 г. е утвърден герба на Руската държава, чийто автор е Г. А. Илин от Казан. Двуглавият орел е запазен, но без символите на царската власт. Над него е написано на старославянски „Сим победиши“ (С това ще победиш). Според легендата този надпис е виден в небето от римския император Константин Велики преди победоносното сражение с Максенций.

## Държавно устройство
Държавата се състои от три автономии, основната от които е Омската. Управляващите органи са „временни“ – функциониращи само до края на войната с цел да възстановят реда в Русия. Начело на държавата е Върховният правител, който отговаря за законодателната, изпълнителната и съдебната власт и е върховен главнокомандващ на армията и флота. Правителят има Съвет, който свиква при спешни случаи, както и Министерски съвет, отговарящ за спазването на върховната власт.

## Армия
Основната армия на страната е Сибирската армия, първоначално създадена от няколко доброволчески отряда. По-късно тя е разделена на два основни корпуса – Степен и Средносибирски. Основно са набирани доброволци, като съставът не се отличава по качество от този на Доброволческата армия в Южна Русия. Около септември 1918 г. съставът на армията е 60 000 души. Основият състав на армията е от казашки части, както и остатъци от Народната армия.
С идването на Колчак на власт е извършена военна реформа, според която войската е разпределена по райони. Западносибирската армия е разположена в столицата Омск, Средносибирската – в Иркутск и далекоизточната в Хабаровск. През декември 1918 г. е сформиран нов състав на Сибирската армия.
От групите Самарски и Камски войски се образувана Западна отделна армия, съставена от 34 000 души с главнокомандващ Михаил Ханжин. На югозападния фронт действа Оренбургска армия с 27 000 единици, ръководена от генерал Александър Дутов. Като помощ от страна на Франция на страната на Руската държава се бие Чехословашки корпус от стрелкови части.
Най-големият успех на армията е завземането на Урал и възможността за настъпление в Европа. То обаче не се осъществява, тъй като Червената армия пробива Западната армия и Сибирските войски са принудени да се върнат и да покрият загубите на фланга.
През юли 1919 г. Сибирската армия е разделена на Първа и Втора, а бившата Западна армия е преименувана на Трета Сибирска армия. Отделните армии участват в Тоболското настъпление, но след краха на Източния фронт се изтеглят.